# Werner Kius
Werner Kius (geboren 26. November 1888 in Hannover; gestorben 1962 in Berlin) war ein deutscher Opernsänger.

## Leben
Der gebürtige Hannoveraner besuchte das Königliche Wilhelms-Gymnasium in Emden, an dem er im Schuljahr 1905–1906 in der Ober-Sekunda nachgewiesen ist.
In den 1930er Jahren sang Kius in der Metropolitan Opera in New York den Kurvenal in der Oper Tristan und Isolde.
Kius starb im Alter von 75 Lebensjahren in Berlin nach längerem Leiden.